# Oberzent
Oberzent – miasto w Niemczech, w kraju związkowym Hesja, w rejencji Darmstadt, w powiecie Odenwald. Powstało 1 stycznia 2018 z połączenia miasta Beerfelden oraz gmin Hesseneck, Rothenberg oraz Sensbachtal, które stały się automatycznie jego dzielnicami. 